# 勞格里鎮區 (印地安納州里普利縣)
勞格里鎮區（英語：Laughery Township）是位於美國印地安納州里普利縣的一個行政鎮區。

## 地方資料
根據2010年美國人口普查的數據，勞格里鎮區的面積為67.30平方千米，當中陸地面積為67.00平方千米，而水域面積為0.30平方千米。當地共有人口4736人，而人口密度為每平方千米70.37人。